# Anilios ganei
Espèce
Synonymes
- Ramphotyphlops ganei Aplin, 1998
- Austrotyphlops ganei (Aplin, 1998)

Anilios ganei est une espèce de serpents de la famille des Typhlopidae. 

## Répartition
Cette espèce est endémique de la région de Pilbara en Australie-Occidentale en Australie.

## Description
Le plus grand paratype d'Anilios ganei, une femelle, mesure 340 mm dont 5 mm pour la queue. Cette espèce a le dos gris brun intense devenant plus clair sur les flancs. Sa face ventrale est immaculée.

## Étymologie
Son nom d'espèce lui a été donné en l'honneur de Lori Gane, un herpétologiste amateur qui a capturé le premier spécimen de cette espèce.

## Publication originale
- Aplin, 1998 : Three new blindsnakes (Squamata: Typhlopidae) from northwestern Australia. Records of the Western Australian Museum, vol. 19, no 1, p. 1-12 (texte intégral).